# Porfirio Jiménez (boliwijski piłkarz)
Porfirio Jiménez Gómez (ur. 16 lutego 1952 w Yacuíbie) – boliwijski piłkarz występujący na pozycji pomocnika lub napastnika, reprezentant Boliwii w latach 1971–1977.

## Kariera klubowa
Grę w piłkę nożną rozpoczął w wieku 14 lat w Club Irala z Santa Cruz de la Sierra, występującym w mistrzostwach departamentu, stanowiących II kategorię rozgrywkową. W 1970 roku przeszedł on do Realu Santa Cruz, gdzie początkowo grał w drużynie młodzieżowej, wygrywając mistrzostwo kraju. W sezonie 1973 zdobył ze swoim zespołem wicemistrzostwo departamentu Santa Cruz i zakwalifikował się do Campeonato Nacional. Przed sezonem 1975 za kwotę 400 tys. peso przeniósł się do CD Guabirá, z którą wygrał mistrzostwo departamentu, a następnie wywalczył pierwszy w historii klubu tytuł mistrzowski. W 1976 roku wystąpił w fazie grupowej Copa Libertadores, gdzie zagrał we wszystkich 6 spotkaniach. W tym samym roku zagrał z CD Guabirá w turnieju Copa Simón Bolívar w Wenezueli, na którym zdobył tytuł króla strzelców. Otrzymał wkrótce po tym oferty od Deportivo Cali i Club Olimpia, które zrezygnowały z powodu zbyt wysokiej sumy odstępnego.
W 1977 roku Jiménez za kwotę 650 tys. peso przeszedł do Oriente Petrolero, gdzie pozostał przez 1,5 roku. W Copa Libertadores 1977 zanotował on 6 występów w grupie 2 i zdobył gola w meczu przeciwko Atlético Nacional (4:0). W latach 1978–1980 był piłkarzem Club Bolívar, które za namową trenera Wilfredo Camacho zapłaciło za niego 600 tys. peso. Wywalczył tam tytuł mistrzowski w sezonie 1978 oraz rok później Puchar Boliwii (Copa Bolivia). W 1979 roku zaliczył trzeci w karierze występ w Copa Libertadores – w fazie grupowej rozegrał 3 mecze i strzelił bramkę w spotkaniu z Club Sol de América, wygranym 4:1. W drugiej połowie sezonu 1980 Jiménez był graczem argentyńskiego klubu Ferro Carril Oeste (Primera División). Następnie występował on w rodzimych zespołach: Chaco Petrolero, Club Aurora oraz CD Libertad, w którego barwach w 1985 roku zakończył karierę piłkarską.

## Kariera reprezentacyjna
Jiménez w reprezentacji Boliwii zadebiutował 15 sierpnia 1971 w towarzyskim meczu z Chile (3:4) w La Paz. W 1975 roku został powołany na Copa América, jednak nie rozegrał na tym turnieju żadnego spotkania. 27 lutego 1977 strzelił gola w wygranym 1:0 meczu z Urugwajem w eliminacjach Mistrzostw Świata 1978, co wywołało sensację w Ameryce Południowej i przysporzyło mu popularności. Hiszpański piosenkarz Manolo Otero, który był na meczu, zadedykował mu utwór Todo el tiempo del mundo i określił jego bramkę mianem Tamayazo, co przeszło w Boliwii do mowy potocznej. Łącznie w latach 1971–1977 Jiménez rozegrał w drużynie narodowej 19 spotkań i strzelił 7 goli.

### Bramki w reprezentacji
| Lp. | Data             | Miejsce                                  | Przeciwnik | Bramka | Rezultat | Ranga meczu                       |
| --- | ---------------- | ---------------------------------------- | ---------- | ------ | -------- | --------------------------------- |
| 1.  | 29 kwietnia 1973 | Estadio Hernando Siles, La Paz           | Ekwador    | b.d.   | 3:3      | Igrzyska Boliwaryjskie 1973       |
| 2.  | 10 lipca 1975    | Estadio Félix Capriles, Cochabamba       | Ekwador    | 1:0    | 1:0      | Mecz towarzyski                   |
| 3.  | 9 lutego 1977    | Estadio Hernando Siles, La Paz           | Paragwaj   | b.d.   | 2:2      | Mecz towarzyski                   |
| 4.  | 27 lutego 1977   | Estadio Libertador Simón Bolivar, La Paz | Urugwaj    | 1:0    | 1:0      | Eliminacje Mistrzostw Świata 1978 |
| 5.  | 6 marca 1977     | Estadio Brígido Iriarte, Caracas         | Wenezuela  | 2:0    | 3:1      | Eliminacje Mistrzostw Świata 1978 |
| 6.  | 13 marca 1977    | Estadio Libertador Simón Bolivar, La Paz | Wenezuela  | 1:0    | 2:0      | Eliminacje Mistrzostw Świata 1978 |
| 7.  | 16 czerwca 1977  | Estadio Libertador Simón Bolivar, La Paz | Polska     | 1:1    | 1:2      | Mecz towarzyski                   |

## Życie prywatne
Urodził się w mieście Yacuíba w dzielnicy San José de Pocitos w południowej Boliwii jako syn Heriberto Jiméneza i Teresy z domu Gómez. Wczesne dzieciństwo spędził we wsi Palmar Chico 26 km na północ od Yacuíby, po czym przeniósł się z rodziną do Santa Cruz, gdzie jego ojciec pracował w przedsiębiorstwie naftowym Yacimientos Petrolíferos Fiscales Bolivianos. W młodości Jiménez otrzymał przydomek Tamayá, zaczerpnięty z powieści José Marína Cañasa pt. El infierno verde, który przylgnął do niego na całą karierę piłkarską. Ma czwórkę dzieci: synów Juana José i José Maríę oraz córki Susanę i Jimenę. W 2022 roku otrzymał od władz Yacuíby odznaczenie za jego osiągnięcia oraz za wkład w promocję miasta.

## Sukcesy
CD Guabirá
- mistrzostwo Boliwii: 1975

Club Bolívar
- mistrzostwo Boliwii: 1978
- Puchar Boliwii: 1979